# Clàssica d'Alcobendas
La Clàssica d'Alcobendas (en castellà Clásica de Alcobendas) era una cursa ciclista per etapes que es disputava a Alcobendas, Madrid. La cursa es disputà per primera vegada el 1984. Fins al 2000 la cursa es disputava en un sol dia, mentre que a partir de llavors passà a ser una cursa de tres etapes. El 2008 es disputà per darrera vegada.

## Palmarès
| Any  | Vencedor              | Segon                          | Tercer                         |
| ---- | --------------------- | ------------------------------ | ------------------------------ |
| 1984 | Alain de Vuyst        | José Albisu                    | Javier Murguialday             |
| 1985 | José Carrera          | Isaac Lisaso                   | Juan Carlos González           |
| 1986 | Roberto Rodríguez     | Melcior Mauri                  | Víctor Gonzalo                 |
| 1987 | Jesús Núñez Lazo      | Antonio Espinel                | Flavio Vanzella                |
| 1988 | no disputada          |                                |                                |
| 1989 | Kiko García           | Antonio Salvador               | Ramón Ros                      |
| 1990 | no disputada          |                                |                                |
| 1991 | Àngel Edo             | José Rodríguez                 | Vicente Prado                  |
| 1992 | Kiko García           | Juan Carlos González Salvador  | Alfonso Gutiérrez              |
| 1993 | Laurent Jalabert      | Àngel Edo                      | Alberto Leanizbarrutia         |
| 1994 | Abraham Olano         | Alberto Leanizbarrutia         | Paolo Lanfranchi               |
| 1995 | Federico Colonna      | Gianmatteo Fagnini             | David Etxebarria               |
| 1996 | Stefano Cembali       | Simone Biasci                  | Stefano Dante                  |
| 1997 | Sergei Smetanin       | Àngel Edo                      | Alexandre Gontxenkov           |
| 1998 | Juan Carlos Domínguez | Unai Etxebarria                | David Etxebarria               |
| 1999 | Juan Carlos Domínguez | Miguel Ángel Martín Perdiguero | Candido Barbosa                |
| 2000 | Henk Vogels           | Juan Carlos Vicario            | Ángel Vicioso                  |
| 2001 | Abraham Olano         | Juan Carlos Domínguez          | Jan Hruška                     |
| 2002 | David Moncoutié       | David Millar                   | Andrei Teteriuk                |
| 2003 | Joseba Beloki         | Juan Carlos Domínguez          | Santiago Botero                |
| 2004 | Iban Mayo             | Eladio Jiménez                 | David Moncoutié                |
| 2005 | Pàvel Tonkov          | José Ángel Gómez Marchante     | Miguel Ángel Martín Perdiguero |
| 2006 | Jan Hruška            | Vladímir Karpets               | Daniel Moreno                  |
| 2007 | Luis Pérez Rodríguez  | Daniel Moreno                  | Alberto Fernández              |
| 2008 | Ezequiel Mosquera     | Tomasz Marczynski              | Massimo Codol                  |